# GOG.com
GOG.com(Good old games)은 PC 게임 판매 및 배포 서비스를 하는 회사로, 폴란드의 CD 프로젝트의 자회사이며, 현재 키프로스 라르나카에 적을 두고 있다. GOG.com은 디지털 권리 관리가 없는 플랫폼으로, 마이크로소프트 윈도우와 OS X등에 고전게임을 서비스 하고 있다. 2012년 3월들어 GOG에서는 더 위처 2, 어쌔신 크리드, 앨런 웨이크 등의 몇몇 최신 게임들도 서비스하기 시작했다.
2014년 8월 28일에는 사이트를 새롭게 리뉴얼하면서 영화판매도 시작하였는데, 게임과 마찬가지로 디지털 권리 관리가 없고, 구입시 보너스 컨텐츠로 포스터 등 각종 혜택이 주어진다.

## 특징
GOG.com의 게임들은 온라인에서 지불하고, 다운로드 받을 수 있으며, 모든 게임은 디지털 권리 관리가 포함되어 있지 않는다. 보통 고전게임의 경우 5달러에서 10달러 선에 가격이 결정되며, 종종 할인을 하기도 한다. 최신게임의 경우 고전게임과 달리 다른 가격대를 유지하고 있다.
모든 GOG.com의 게임들은 최신 마이크로소프트 윈도우에 호환성을 가지며, 호환성을 가지지 못하는 몇몇 게임들의 경우 프리패치를 지원하거나, ScummVM이나 도스박스를 포함하기도 한다. 위에서도 설명한것과 같이 GOG.com은 사이트 사용자들에게 디지털 권리 관리를 강제하지 않으며, 또한 별도의 다운로드 매니저가 있지만, 사용자들에게 다운로드나 실행시 특별한 클라이언트 소프트웨어를 강제하지 않는다.
또한 몇몇 게임의 경우, 게임에 관련된 여러 멀티미디어 자료(게임의 사운드트랙, 배경 화면, 이미지, 아바타, 사용설명서 등)을 포함하여 주기도 한다. 또한 구매한 항목에 대한 고객 지원을 제공하고 있다.